# 존 베드포드 로이드
존 베드포드 로이드(John Bedford Lloyd, 1956년 1월 2일 ~ )는 미국의 텔레비전 배우, 영화배우, 연극 배우이다.
뉴헤이번에서 태어났다.

## 영화
- The Brooklyn Banker (2016)
- 익스트림 No.13 (2011년)
- 어웨이 프롬 히어 (2010년)
- 월 스트리트: 머니 네버 슬립스 (2010년) - 빌 클락 역
- 챈스 일병의 귀환 (2009년)
- 킬링 플로어 (2007년)
- 혹스: 욕망의 법칙 (2006년)
- 맨츄리안 켄디데이트 (2004년)
- 본 슈프리머시 (2004년) - 테디 역
- 슈퍼 트루퍼스 (2001년) - 빌 팀버 역
- 라이딩 위드 보이즈 (2001년)
- 저널 오브 머더 (1995년)
- 닉슨 (1995년)
- 페어 게임 (1995년)
- 히트맨 (1991년)
- 법과 질서 (1990년)
- 심연 (1989년) - 젬머 윌리스 역
- 결혼 소동 (1988년)
- 터프가이는 춤을 못 춰 (1987년)
- 호텔 로레인 (1987년)
- LA 로 (1986년)
- 탐정 스펜서 (1985년)
- C.H.U.D. (1984년)
- 대역전 (1983년)